# 1531

## Починали
- 31 декември – Бианка-Мария Сфорца, императрица на Свещената римска империя